# Meta Štoka
Meta Štoka Debevec, slovenska košarkarica, * 23. junij 1949, Ljubljana.
Meta Štoka je bila košarkarica ljubljanskih klubov KK Olimpija in ŽKK Ježica. Bila je članica mladinske jugoslovanske reprezentance in je z njo leta 1967 osvojila bronasto medaljo na Evropskem mladinskem prvenstvu v Cagliari. Kot članica jugoslovanske članske ženske reprezentance je odigrala 21 tekem in z ekipo osvojila srebrno medaljo na Evropskem prvenstvu 1968 v Italiji. Osvojila je še dve srebrni medalji na Balkanskih igrah. Prejela je naziv »Zaslužni športnik Jugoslavije« in Plaketo Branka Ziherla. Po končani karieri se rekreativno ukvarja s košarko in nastopa za ekipo KK Veteranke Ljubljane.